# Квинт Лутаций Катул Капитолин
Квинт Лута́ций Ка́тул Капитоли́н (лат. Quintus Lutatius Catulus Capitolinus; родился около 121 года до н. э. — умер около 61 года до н. э., Рим, Римская республика) — римский военачальник и политический деятель из плебейского рода Лутациев Катулов, консул 78 года до н. э., цензор 65 года до н. э. Во внутриполитической борьбе 80-х годов до н. э. был на стороне оптиматов, после победы Луция Корнелия Суллы в гражданской войне (82 год до н. э.) занял видное место в его окружении. В последующие годы Катул возглавил сопротивление аристократии попыткам реформировать сулланский режим; в частности, он успешно боролся с мятежом своего коллеги по консулату Марка Эмилия Лепида (78—77 годы до н. э.). При этом Квинт Лутаций не смог противостоять росту влияния Гнея Помпея Великого, который, в конце концов, провёл реформы.
В 65 году до н. э. Катул достиг вершины своей карьеры — цензуры. Из-за отсутствия консенсуса с коллегой, Марком Лицинием Крассом, он вскоре сложил с себя полномочия. В 63 году до н. э. претендовал на пост верховного понтифика, но проиграл выборы Гаю Юлию Цезарю, который к тому моменту был его личным врагом. Когда был раскрыт заговор Катилины, Квинт Лутаций решительно поддержал сенат и Марка Туллия Цицерона и обвинил в причастности к заговору Цезаря, но без серьёзных последствий для последнего.
До самой смерти, которая наступила, приблизительно, в 61 году до н. э., Катул руководил восстановлением храма Юпитера Капитолийского. За это он получил почётное прозвище «Капитолин».

## Биография

### Происхождение
Квинт Лутаций принадлежал к относительно старому плебейскому роду Лутациев. Его предок Гай Лутаций Катул, будучи новым человеком, достиг консульства в 242 году до н. э. и одержал решающую победу в Первой Пунической войне. Но после 220 года до н. э. источники не упоминают ни одного представителя этого рода, который занимал бы магистратуру любого уровня. Поэтому Ф. Мюнцер характеризует Лутациев конца II века до н. э. как семью знатную, но пришедшую в упадок.
Согласно Капитолийским фастам, дед Квинта Лутация носил тот же преномен — Квинт — и умер, когда его единственный сын, тоже Квинт, был ещё ребёнком. Вдова, принадлежавшая к плебейскому роду Попиллиев, вышла замуж во второй раз — за Луция Юлия Цезаря, принадлежавшего к тому же слою аристократии, что и её первый муж. В этом браке родились Луций Юлий Цезарь (консул 90 года до н. э.) и Гай Юлий Цезарь Страбон Вописк, которые приходились, таким образом, Квинту Лутацию-младшему родными дядями. Между двумя ветвями потомства Попиллии всегда были тёплые отношения.
Квинт Лутаций-отец был женат на патрицианке Сервилии, представительнице одного из самых влиятельных семейств той эпохи (это говорит о наличии у Лутациев определённого веса в аристократических кругах). Её отец, Квинт Сервилий Цепион, был консулом в 140 году до н. э. и во время Лузитанской войны организовал убийство Вириата (139 год). Её брат того же имени, консул 106 года и виновник поражения при Араузионе, был, как считают некоторые исследователи, одним из руководителей мощной «фракции» Метеллов. По этой линии двоюродным братом Квинта Лутация-младшего был ещё один Квинт Сервилий Цепион, известный главным образом как заклятый враг неудачливого реформатора Марка Ливия Друза.
У Квинта Лутация была сестра, жена Квинта Гортензия Гортала — консула 69 года до н. э. и выдающегося оратора. В связи с тем, что Асконий Педиан назвал Гнея Домиция Агенобарба, консула 96 года до н. э., дядей Квинта, существует гипотеза, что Катул-отец был женат ещё и на Домиции, дочери Гнея Домиция Агенобарба, консула 122 года до н. э., но это предположение многие исследователи подвергают сомнению.

### Ранние годы

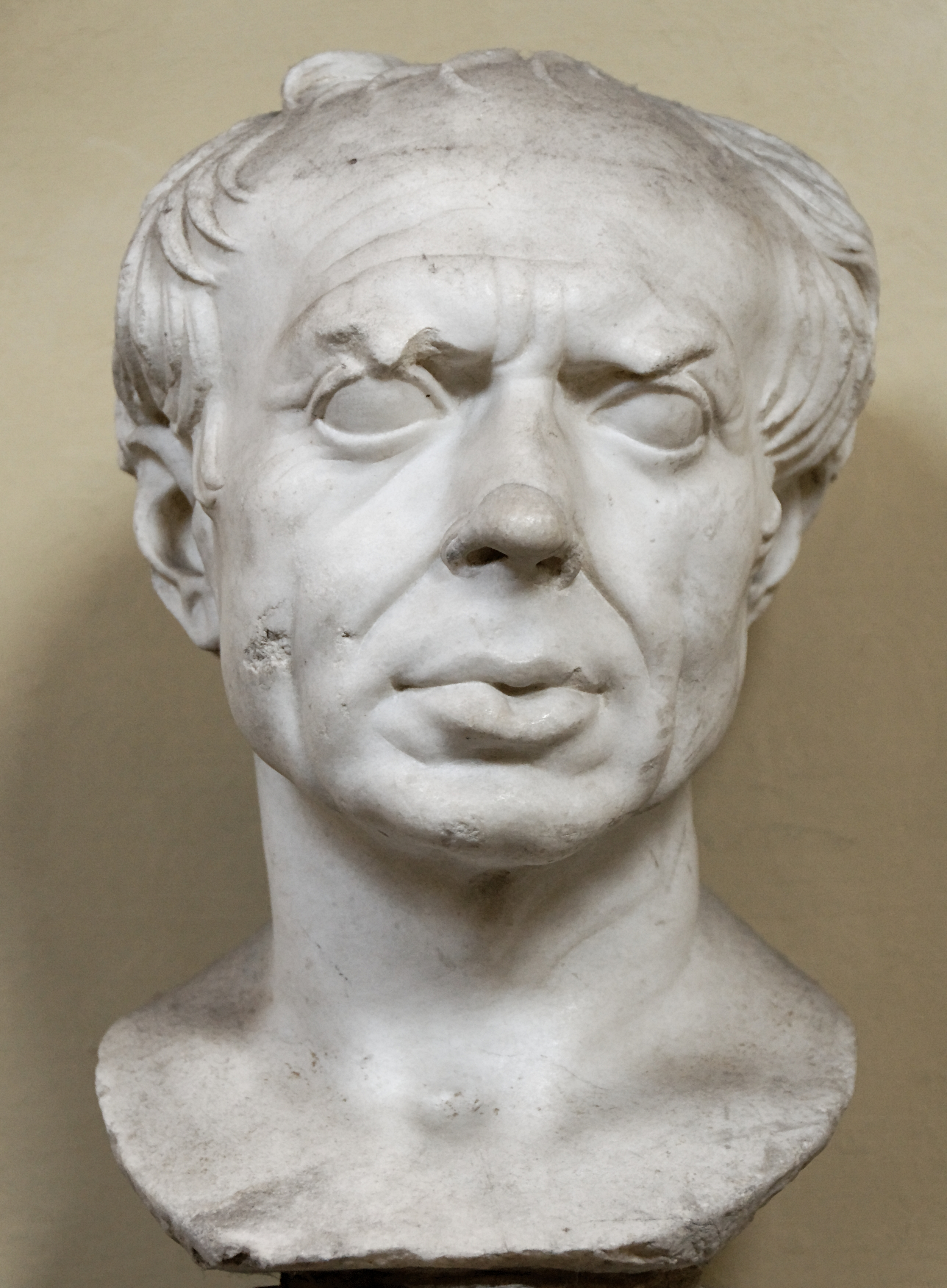
Гай Марий

Исходя из даты консулата и требований закона Корнелия, рождение Квинта Лутация датируют примерно 121 годом до н. э. Таким образом, он был всего на 6-10 лет младше своего дяди, Цезаря Страбона. Во времена его юности, в 100-е годы до н. э., произошло возвышение семьи Лутациев. Квинт-отец начал добиваться консулата, опираясь на союз с Цепионами и Метеллами, и трижды терпел поражение, но с четвёртой попытки стал консулом — в 102 году до н. э. Многие исследователи полагают, что это произошло благодаря поддержке Гая Мария — «нового человека», ставшего на время самым влиятельным человеком в Республике и женатого на Юлии, кузине двух братьев-Цезарей. Именно он стал коллегой Катула по консулату и по войне с кимврами, закончившейся в 101 году до н. э. блестящей совместной победой при Верцеллах.
Квинт Лутаций-младший участвовал в Кимврской войне под командой отца. В 100 году до н. э. он принял участие в решительной схватке нобилитета с популяром Луцием Аппулеем Сатурнином: Марк Туллий Цицерон, перечисляя аристократов, пришедших к храму Санка, чтобы взять оружие из общественного хранилища, называет в том числе и «Квинта Катула (тогда ещё совсем молодого человека)». Валерий Максим пишет, что в юности Квинта Лутация было «много роскоши и забав», но более подробно об этом ничего не известно, как и о ранних этапах политической карьеры Катула. Предположительно он вместе с отцом участвовал в Союзнической войне, но в следующий раз после 100 года появился в источниках уже во времена Октавиевой войны — в 87 году до н. э., когда ему было как минимум 34 года и когда он уже был квесторием (бывшим квестором) и сенатором.
К тому моменту Лутации и родственные им Юлии ещё раз поменяли политическую ориентацию: они отказались от союза с Марием, утратившим былое влияние, и примкнули к сенатскому большинству. Квинт Лутаций-старший написал воспоминания о Кимврской войне, в которых постарался приписать себе все заслуги, и в результате стал злейшим врагом Мария. Известно, что в 88 году до н. э., когда Луций Корнелий Сулла в ходе борьбы с Марием и народным трибуном Публием Сульпицием поднял мятеж, занял Рим и предложил сенату объявить вне закона этих двоих и их сторонников, Катул-отец поддержал его «самым решительным образом». Но затем Сулла отбыл на Балканы, на войну с Митридатом, а Марий вернулся из изгнания и совместно с Луцием Корнелием Цинной в свою очередь двинул армию на Рим.
Именно в этот момент Квинт Лутаций-младший вновь появляется в источниках. Сенат направил его вместе с отцом и Марком Антонием Оратором к проконсулу Квинту Цецилию Метеллу Пию, воевавшему тогда с самнитами; посланцы передали приказ заключить мир с противником и спешить на помощь Риму. Метелл Пий не смог договориться с самнитами, но всё же привёл свою армию к городу. Марий и Цинна вскоре заняли Рим, а потом развернули террор против своих врагов из сенаторского сословия. Помимо всех прочих, были убиты Луций Юлий Цезарь и Гай Юлий Цезарь Страбон Вописк, а Квинт Лутаций-старший, понимая, что обречён, покончил с собой. Катул-сын смог спастись, но неизвестно, как именно.

### На стороне Суллы

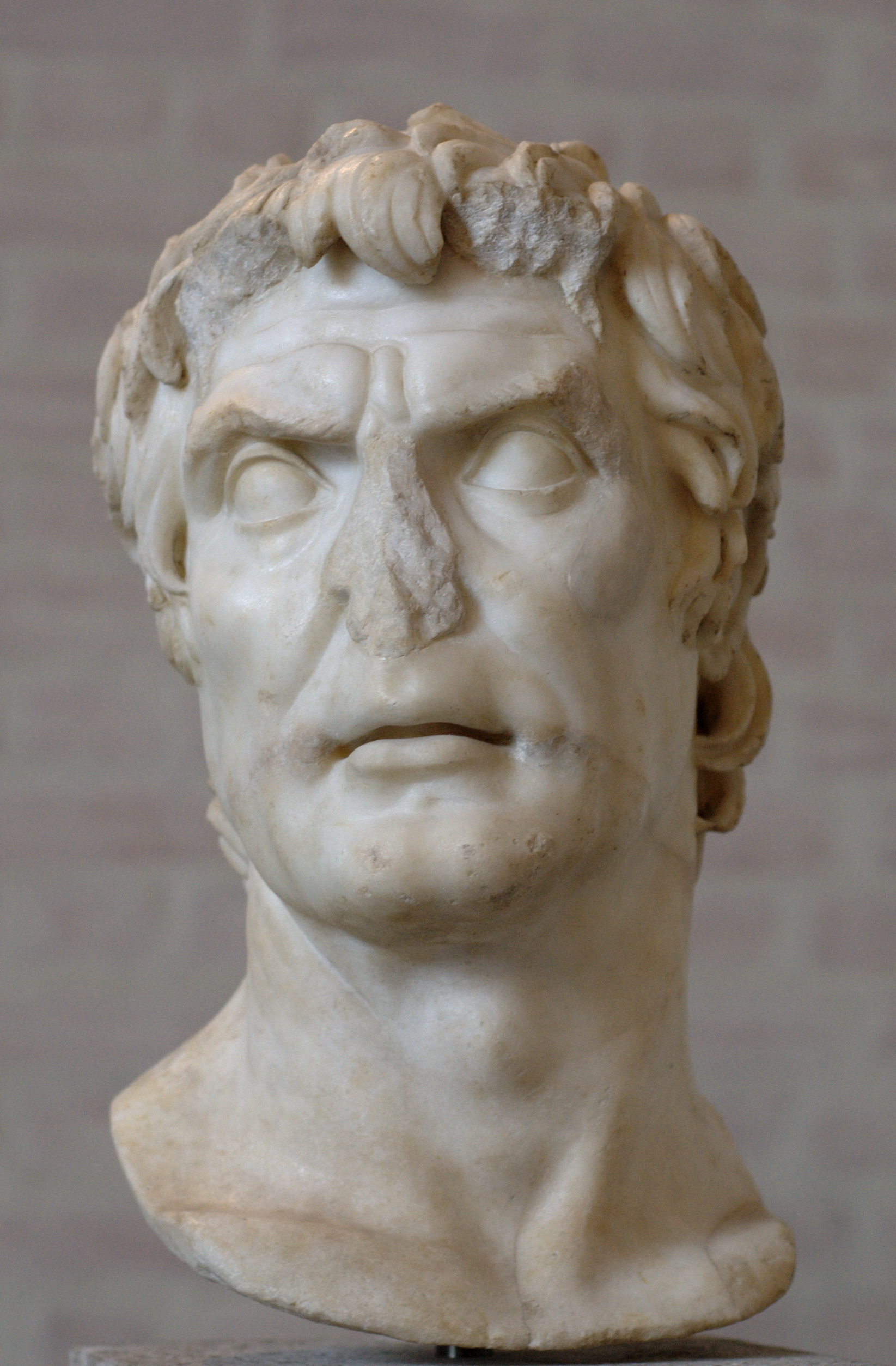
Луций Корнелий Сулла

Следующие несколько лет Квинт Лутаций опять не упоминается в источниках. Э. Бэдиан полагает, что он оставался в Риме, и ссылается при этом на отсутствие информации об участии Катула в Митридатовой войне и на тот факт, что муж сестры Катула, Квинт Гортензий, точно не стал изгнанником. Другое мнение у А. Кивни, обратившего внимание на два источника. Первый — это сообщение в схолиях к Лукану о «Квинте Катуле, отце и сыне, с ненавистью проскрибированных во время циннанского господства»; второй — надпись, найденная в Афинах, из которой следует, что Квинта Лутация-младшего чествовали за какое-то благодеяние, оказанное городу. Исходя из этого, Кивни полагает, что сразу после падения Рима Катул бежал на Балканы, где присоединился к Сулле. В частности, он мог принадлежать к числу тех «соратников-сенаторов», которые после взятия Афин обратились к командующему с просьбой прекратить бойню.
В 83—82 годах до н. э. Сулла разгромил марианскую партию в ходе ожесточённой гражданской войны. Вместе с ним в Рим вернулся и Квинт Лутаций, который, согласно предположениям некоторых историков, принял активное участие в расправе с высокопоставленными представителями враждебной «партии». Античные авторы рассказывают о жестоком убийстве племянника Гая Мария — Марка Мария Гратидиана, которому предварительно выкололи глаза, отрезали язык, отрубили руки, перебили ноги; и всё это было сделано на могиле Катула-старшего. Плутарх и Сенека утверждают, что эту расправу устроил совсем молодой тогда сторонник Суллы Луций Сергий Катилина. Автор Бернской схолии к Лукану приводит две версии: согласно одной, Гратидиана убил Катилина, согласно другой — Катул. Предположительно именно Марк Марий Гратидиан, исполняя в 87 году до н. э. обязанности народного трибуна, вызвал Катула-отца в суд, когда исходом процесса должен был стать смертный приговор. Соответственно существует гипотеза, что Квинт Лутаций стал организатором убийства, отомстив за отца самым жестоким образом. Если эта гипотеза верна, то уже в 82 году до н. э. Квинта Лутация и Катилину связывали особые отношения, которые сохранились до гибели последнего. По другой версии, Катул обратился к Сулле с просьбой о мести, и тот приказал Катилине убить Марка Мария. Но и в этом случае Катилина как минимум заслужил благодарность Катула.
Орозий с именем Катула связывает переход Суллы от спонтанного террора к более организованным репрессиям в отношении определённого круга лиц. Согласно «Истории против язычников», Квинт Лутаций, видя расправы на улицах, открыто заявил диктатору: «С кем же мы будем побеждать, если в ходе войны мы потеряли тех, кто носил оружие, а в мирное время мы убиваем безоружных?» Тогда Сулла составил первый из своих проскрипционных списков. Впрочем, другие античные авторы описывают эти события иначе, не упоминая Катула.
Предположительно диктатор сделал Квинта Лутация одним из преторов 81 года до н. э.; во всяком случае, это наиболее поздняя из возможных дат, учитывая дату консулата и требования закона Корнелия, утвердившего минимальные временные интервалы между магистратурами. Известно, что по ходатайству Квинта Лутация Сулла предоставил римское гражданство жителю Лилибея, что в Сицилии, по имени Диодор. В целом Катул занимал видное положение в окружении диктатора. По мнению А. Егорова, он возглавлял условную группу «консерваторов и оптиматов», в которую входили также Квинт Гортензий Гортал, Луций Марций Филипп, Мамерк Эмилий Лепид Ливиан, Луций Валерий Флакк, Луций Манлий Торкват, Гней и Луций Октавии.
Существует гипотеза, что к концу единоличного правления Суллы (к 79 году до н. э.) часть его окружения ушла в относительную оппозицию. К этой политической группировке относят Гнея Помпея Великого, Марка Эмилия Лепида, Публия Сервилия Ватию. Катул остался на стороне диктатора; именно его кандидатуру на пост одного из консулов 78 года до н. э. поддерживал Сулла, когда Помпей решил сделать консулом Лепида. Предположительно коллегой Квинта Лутация должен был стать Мамерк Эмилий Лепид Ливиан, но Марк Лепид получил наибольшее количество голосов. Катул стал вторым консулом.

### Катул и Лепид
Квинт Лутаций и Марк Эмилий «питали друг к другу злейшую вражду», проявлявшуюся с самого начала консульского года. Первое открытое столкновение произошло после смерти Суллы: Катул настаивал на торжественных похоронах за счёт казны, а Лепид выступил против. Победила точка зрения Катула. Позже в Этрурии, в районе города Фезулы, вспыхнуло восстание, направленное против колонистов из числа сулланских ветеранов; сенат направил на борьбу с ним обоих консулов, дав каждому по армии и обязав их клятвой не использовать оружие друг против друга. В дальнейшем Лепид стал собирать вокруг себя этрусков, детей проскрибированных, людей, «раздражённых нуждой и неосуществлёнными желаниями», и превратился фактически в руководителя восстания, а Катул, по-видимому, ничего не предпринимал против повстанцев, чтобы не ослабить свою армию перед практически неизбежной войной с коллегой. Когда возникла опасность, что под началом Лепида против Рима объединится вся Этрурия, Катул вернулся в Рим и предложил сенату принять решительные меры. Он получил поддержку от Луция Марция Филиппа, но большинство сенаторов всё-таки ограничилось предложением Лепиду амнистии в обмен на прекращение его деятельности. Это предложение было отвергнуто.
Лепид потребовал проведения реформ, а в следующем году (77 до н. э.) двинулся на Рим с армией. Военными силами, вставшими на защиту города, формально командовал Квинт Лутаций, а фактически — Гней Помпей, к тому времени перешедший из одного политического лагеря в другой. Ход этой войны известен только в самых общих чертах. Решающее сражение произошло рядом с Римом, у Марсова поля; в ожесточённой схватке победили правительственные войска, и Лепид отступил в Этрурию, потом снова двинулся на Рим и снова потерпел неудачу. Катул преследовал своего бывшего коллегу до города Коза в Этрурии; местное население активно переходило на его сторону — возможно, благодаря обещаниям амнистии. Лепид переправился на Сардинию и там вскоре умер.
На этом гражданская война в Италии закончилась. Квинт Лутаций, по словам Валерия Максима, вернулся в Рим «с выражением сдержанной радости на лице».
У Цицерона упоминается закон, принятый Квинтом Лутацием предположительно во время его борьбы с Лепидом, — «закон, от которого зависит империй, величие, целостность отечества, всеобщее благополучие, тот закон, который был проведён Квинтом Катулом во время вооружённого столкновения между гражданами при наличии, можно сказать, крайней опасности для существования государства». Позже этот закон использовался для борьбы с катилинариями (63 год до н. э.) и для выдвижения обвинения против Марка Целия Руфа (56 год до н. э.). При этом остаются открытыми вопросы о точном времени его принятия, о содержании Lex Lutatia и его соотношении с Lex Plautia примерно на ту же тему.

### Между консулатом и цензурой
«За девять дней до сентябрьских календ, в каковой день Лентула посвятили во фламины Марса, дом был украшен, обеденные комнаты уставлены ложами из слоновой кости. В двух столовых комнатах возлежали понтифики Квинт Катул, Марк Эмилий Лепид, Децим Силан, Гай Цезарь, Публий Сцевола, Секст..., Квинт Корнелий, Публий Волумний, Публий Альбинован и авгур Луций Юлий Цезарь, который посвятил его. В третьей столовой находились девушки-весталки Попилия, Перпенния, Лициния, Арринция».
По окончании Лепидовой войны Квинт Лутаций приказал Помпею распустить армию, но тот не подчинился и держал своих солдат рядом с Римом, пока не был назначен командующим в войне с марианцем Квинтом Серторием, поднявшим мятеж в Испании. Ф. Мюнцер считает, что вследствие этих событий стала понятной дальнейшая роль Катула: этот нобиль, будучи образцом умного и честного гражданина и вождём «средней партии» в сенате, не имел реальных возможностей, чтобы влиять на ситуацию, — и, в частности, не мог помешать опасному для Республики возвышению Помпея.
В одном из цицероновских трактатов, действие которого происходит в 76 году до н. э., Гай Аврелий Котта называет Катула своим коллегой. Отсюда исследователи делают вывод, что Квинт Лутаций на тот момент состоял в жреческой коллегии понтификов. Предположительно, его кооптация произошла во времена Суллы — около 80 года до н. э.
После разгрома Лепида Катул продолжал противостоять всем попыткам демонтировать политический строй, установленный Суллой. Попытки эти повторялись каждый год. Так, в 75 году до н. э. Квинт Лутаций боролся против народного трибуна Квинта Опимия, чьей целью было восстановление полномочий плебейских магистратов; в 73 году он подвергся нападкам со стороны трибуна Гая Лициния Макра. Несмотря на сопротивление Катула, в 70 году до н. э. консулы Гней Помпей и Марк Лициний Красс, всё-таки, восстановили трибунат в досулланском виде. Согласно Цицерону, Квинту Лутацию пришлось признать необходимость этой меры.
К 73 году до н. э. относится суд над двумя весталками и их предполагаемыми соблазнителями, в котором Катул сыграл важную роль. Красс был обвинён в соблазнении некоей Лицинии, а Катилина — в соблазнении Фабии, чья сестра была женой Цицерона; согласно Орозию, Катилина «спасся благодаря поддержке Катула». Подробности неизвестны. О. Любимова предполагает, что Квинт Лутаций в отсутствие верховного понтифика Квинта Цецилия Метелла Пия руководил коллегией и добился того, чтобы сначала проводилось голосование о судьбе Фабии, а потом — о судьбе Катилины. Последний имел очень плохую репутацию, и соответственно вероятность его осуждения была высока, но Фабия, девушка из хорошей семьи, которой грозила страшная смерть, могла возбудить у понтификов сочувствие. Её оправдание автоматически повлекло за собой снятие обвинения против её гипотетического любовника. Позже, вспоминая эти события, Катилина говорил о «редкостной верности слову», которую проявил Катул. В историографии существуют взаимоисключающие гипотезы о политической подоплёке этих событий. Данный процесс мог стать одним из проявлений борьбы между оптиматами и популярами (при этом подсудимых причисляют то к первой, то ко второй «партии») или мог быть инспирирован Помпеем.

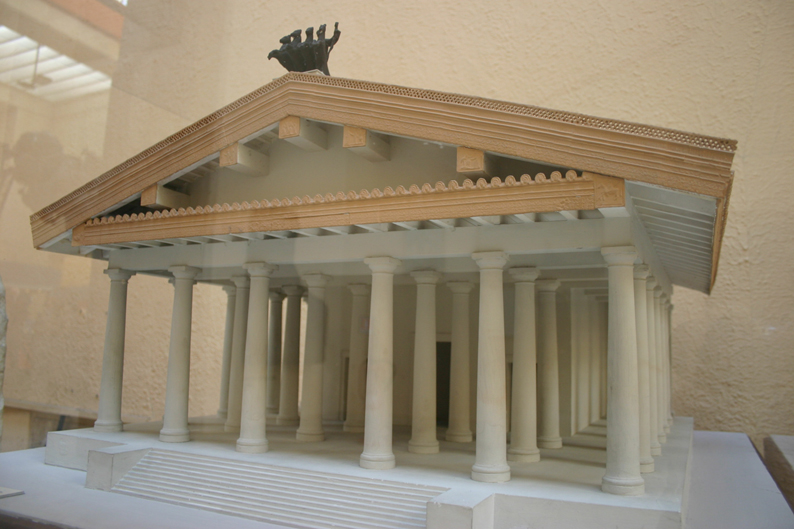
Модель капитолийского храма

В 70 году до н. э. Катул был одним из судей в резонансном процессе Гая Верреса. Этот нобиль был обвинён в злоупотреблениях властью во время сицилийского наместничества, причём главным обвинителем стал Цицерон. Понимая, что исход дела предрешён, Веррес удалился в изгнание ещё до приговора. В последующие годы Квинт Лутаций сосредоточился на восстановлении храма Юпитера Капитолийского, сгоревшего в 83 году до н. э. (о том, что ему было поручено руководство этими работами, сообщает Марк Теренций Варрон). В 69 году до н. э. Катул в качестве понтифика освятил ещё не достроенный храм, и с этого момента частью его имени стало почётное прозвище Капитолин (Capitolinus). По случаю освящения он организовал игры, которые Аммиан Марцеллин по ошибке отнёс к его эдилитету.
Известно, что Квинт Лутаций хотел углубить котлован Капитолия, чтобы сделать храм визуально выше, но в этом ему помешали подземелья. Тем не менее воздвигнутое им здание стало архитектурной доминантой в этой части города, возвышаясь над форумом. Предположительно именно там Катул поставил статую Афины работы Евфранора, которую Плиний Старший назвал «Катуловой Минервой». Крышу храма он покрыл позолоченной бронзой, но закончить строительство так и не успел.
В 67—66 годах до н. э. Квинт Лутаций выступал против законов о предоставлении Гнею Помпею империев для войны с пиратами и Митридатом (Lex Gabinia и Lex Manilia соответственно). Тем не менее оба закона были приняты. Согласно Диону Кассию, при обсуждении Габиниева закона Катул обратился к народному собранию с вопросом: «Если Помпей потерпит неудачу в этом поручении — как нередко случается во многих войнах, особенно на море — кого другого вы найдёте, чтобы занять его место при решении ещё более важных задач?»; тогда «вся толпа, словно заранее сговорившись, зашумела и воскликнула: „Тебя!“» Если античные авторы трактовали это как искреннее признание заслуг Квинта Лутация, то в историографии существует мнение, что таким образом сторонники Помпея просто попытались нейтрализовать опасного врага.
Ещё одним громким политическим событием, в котором участвовал Катул до цензуры, стал процесс Гая Корнелия. Этот политик был народным трибуном в 67 году до н. э. и противником сената; в 65 году его привлекли к суду за «оскорбление величия римского народа», а точнее за то, что он прочёл с трибуны текст своего законопроекта вопреки вето коллеги. На стороне обвинения были Катул, Метелл Пий, Марк Теренций Варрон Лукулл, Маний Эмилий Лепид, а защитником был Цицерон, добившийся оправдания.

### Цензура

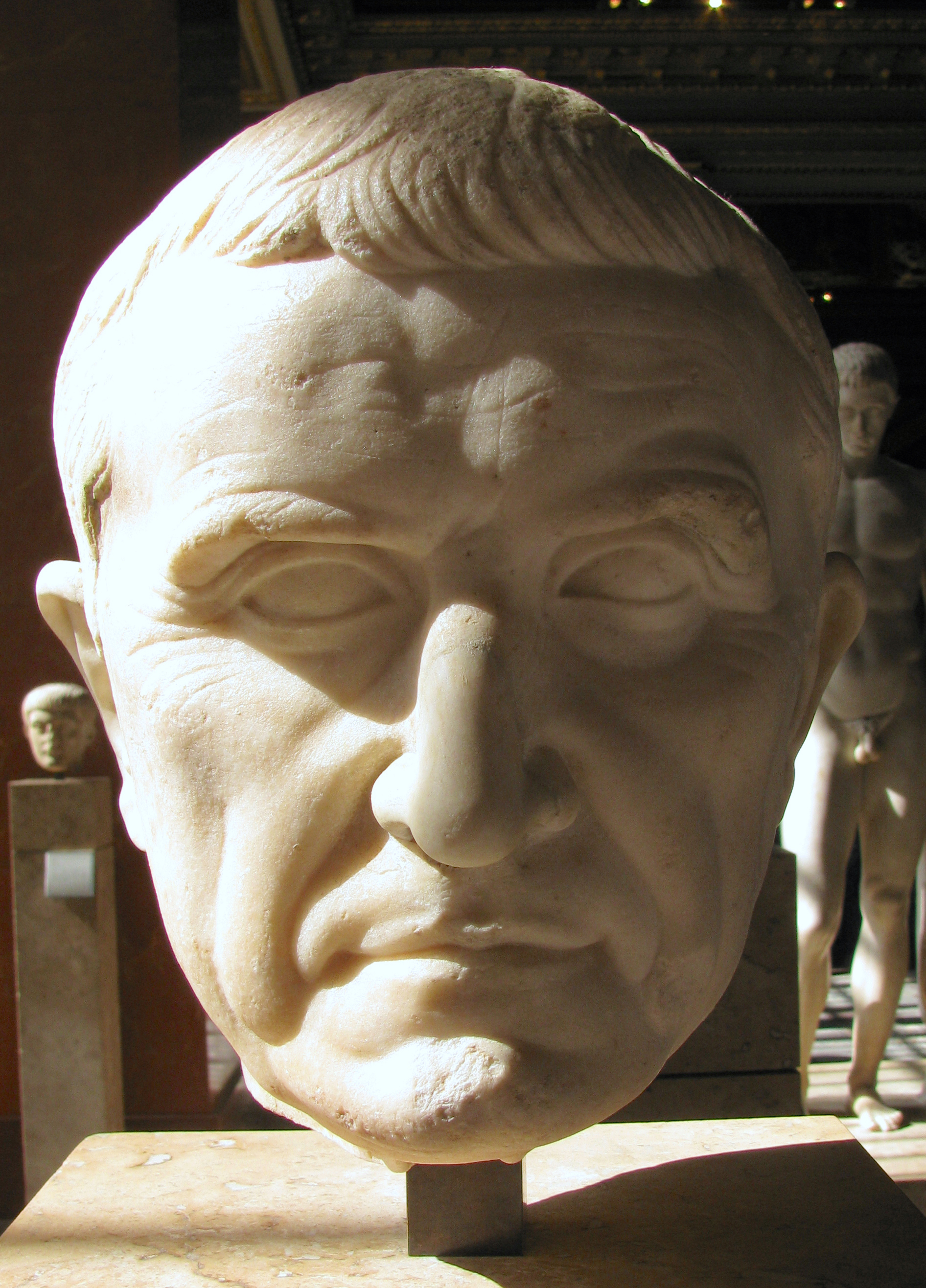
Марк Лициний Красс

В 65 году до н. э. Квинт Лутаций стал цензором совместно с Марком Лицинием Крассом. Коллеги не смогли наладить совместную работу, поскольку их мнения разошлись в двух принципиально важных вопросах. Красс предложил учитывать при переписи граждан население Транспадании — северной части Цизальпийской Галлии, наделённое не полным римским гражданством, а ограниченным латинским; это означало бы признание за транспаданцами полного объёма прав. Кроме того, Красс предложил признать завещание убитого в 80 году до н. э. египетского царя Птолемея XI Александра II. Этот документ (вероятно, поддельный) содержал пункт о переходе Египта под власть Рима. Поскольку египтяне не признавали подлинность завещания и отвергали римские притязания на их страну, официальное признание последней воли царя могло стать законным основанием для вторжения в Египет. Катул активно противодействовал обоим планам коллеги. Будучи не в силах прийти к компромиссу, цензоры сложили полномочия вскоре после их принятия.
Ещё во время цензуры Квинт Лутаций защищал в суде одного из писцов казначейства, обвинённого Марком Порцием Катоном «в легкомысленном отношении к своим обязанностям» (при этом Катон был другом Катула). Согласно Плутарху, защитник понимал, что нет объективных оснований для оправдательного приговора, а потому с определённого момента просто начал просить о помиловании.

Катон убеждал его замолчать, но Катул настаивал на своём всё упорнее, и тогда Катон сказал: «Позор, Катул, что тебя, чей долг — испытывать и проверять наши нравы, лишают цензорского достоинства писцы казначейства!» Выслушав это замечание, Катул поднял глаза на Катона, словно собираясь ему возразить, но не сказал ничего и молча, не находя слов то ли от гнева, то ли от стыда, в полном расстройстве ушёл.
— Плутарх. Катон Младший, 16.

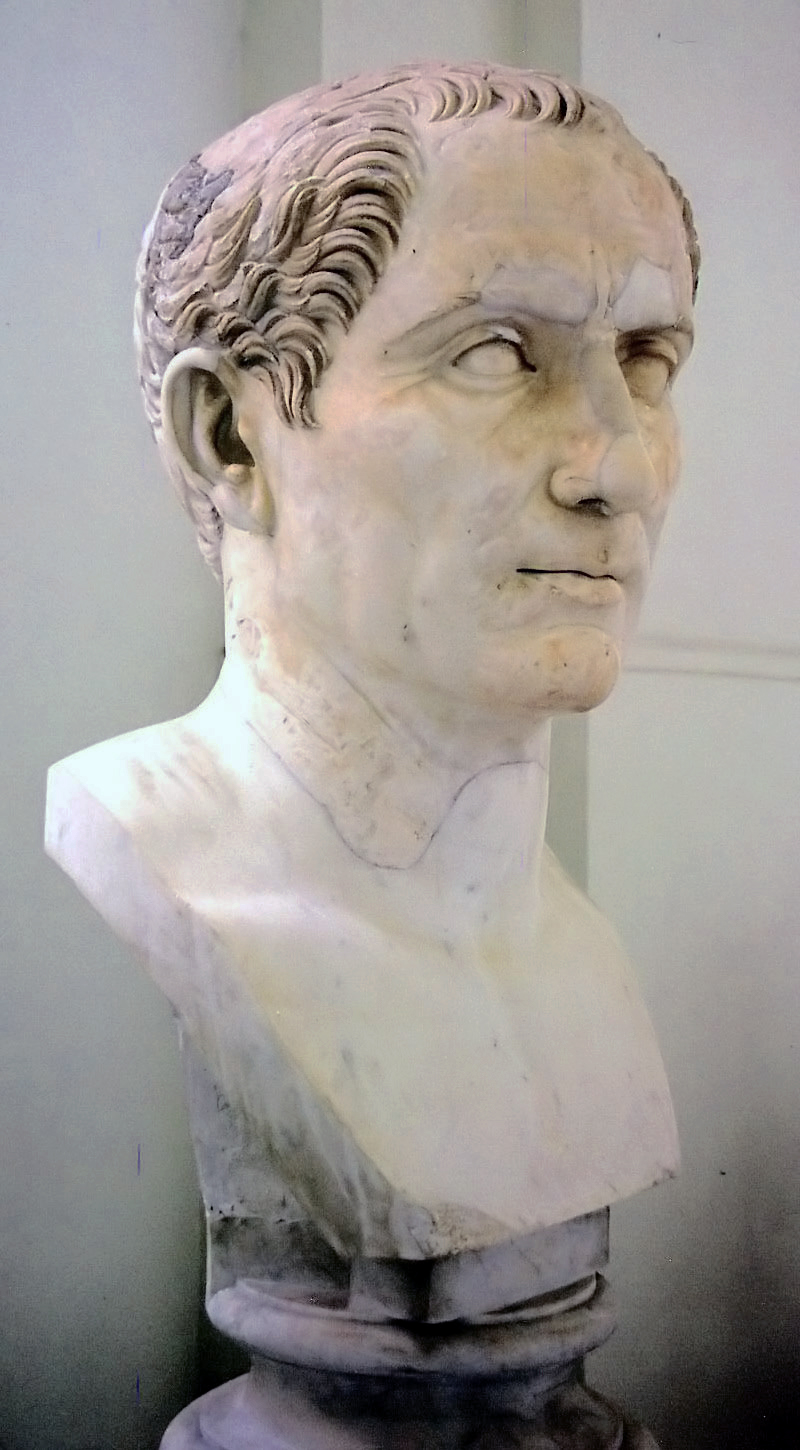
Гай Юлий Цезарь

Тем не менее Квинт Лутаций смог добиться оправдания: он уговорил одного из народных трибунов, который в это время лежал дома больным, явиться на Форум на носилках и подать свой голос, и благодаря этому мнения судей разделились поровну.
В том же году (65 до н. э.) должность курульного эдила занимал молодой патриций Гай Юлий Цезарь. Он занялся реабилитацией своего дяди Гая Мария — в частности, выставил на Капитолии его изображения и трофеи его побед. Народ встретил это восторженно, а нобилитет во главе с Катулом — с неприязнью. В частности, Квинт Лутаций заявил:
«Итак, Цезарь покушается на государство уже не путём подкопа, но с осадными машинами». Это самый ранний засвидетельствованный в источниках эпизод противостояния между Катулом и Цезарем; эти два нобиля унаследовали вражду своих отца и дяди соответственно.

### Последние годы
В 63 году до н. э. умер верховный понтифик Квинт Цецилий Метелл Пий, и Катул, являвшийся на тот момент самым старшим и самым влиятельным членом этой коллегии, рассчитывал занять эту почётную должность. Другими претендентами были Публий Сервилий Ватия Исаврик, тоже опытный политик, бывший консулом в 79 году до н. э., и Гай Юлий Цезарь, который был всего лишь эдилицием (бывшим эдилом). По данным Плутарха, шансы всех трёх претендентов выглядели примерно равными, «но Катул из-за высокого положения, которое он занимал, более других опасался неясного исхода борьбы», а потому предложил Цезарю большую взятку в качестве отступного. Цезарь ответил ему отказом. На выборах народное собрание высказалось в поддержку Цезаря, который даже в трибе Катула набрал больше голосов, чем его соперник во всех остальных трибах; Катул и Ватия Исаврик вместе набрали не более 5 процентов голосов. Для Квинта Лутация это стало серьёзным поражением, предоставившим огромное пожизненное преимущество его врагу.
Одним из главных событий для Рима конца 60-х годов до н. э. стал заговор Катилины, старого политического союзника Квинта Лутация. Известно, что Катилина до конца старался поддерживать отношения с Катулом. В частности, уезжая из Рима в Этрурию, к армии, собранной Гаем Манлием, он поручил заботам Квинта Лутация свою жену, Аврелию Орестиллу. Тот огласил это письмо в сенате, чтобы показать, что он не замешан в заговоре. В те дни (ноябрь 63 года до н. э.) Квинт Лутаций приложил серьёзные усилия, чтобы участником заговора признали и Гая Юлия. Вместе с Гаем Кальпурнием Пизоном он пытался убедить Цицерона, консула, возглавившего борьбу с Катилиной, чтобы тот выдвинул против Цезаря ложное обвинение. Не добившись этого, он, по словам Саллюстия, начал распространять явную клевету о причастности Гая Юлия к планам Катилины; поверив ему, некоторые всадники даже угрожали Цезарю смертью.

Чезаре Маккари. «Цицерон разоблачает Катилину» (1888).

В ходе исторического заседания сената 5 декабря 63 года до н. э., на котором решалась судьба заговорщиков, оставшихся в Риме, Катул, по данным Плутарха, выступал сразу после Цезаря, предложившего приговорить катилинариев не к смерти, а к пожизненному заключению, и «возражал ему». Другие источники молчат об этом, а исследователи обращают внимание на то, что такой порядок выступлений противоречил внутрисенатской иерархии: Цезарь был всего лишь претором-десигнатом, так что цензории (бывшие цензоры) высказались существенно раньше, чем он. В любом случае предложение Цезаря было отвергнуто, и заговорщиков той же ночью казнили. Позже в благодарность за спасение Рима Квинт Лутаций неоднократно называл Цицерона «отцом отечества».
Цезарь постарался отомстить Катулу. В первый же день своего преторского года (в январе 62 года до н. э.) он потребовал финансового отчёта о строительстве храма Юпитера Капитолийского и передачи руководства работами Гнею Помпею, которому в этом случае досталась бы вся слава. Эта инициатива встретила ожесточённое сопротивление: «увидев, как оптиматы сбегаются толпами, покидая новоизбранных консулов, полные решимости дать отпор, он отказался от этого предприятия».
Квинт Лутаций упоминается в источниках ещё дважды. В январе 61 года до н. э. на одном из заседаний сената он говорил третьим, после Гая Кальпурния Пизона и Марка Туллия Цицерона; позже в том же году он прокомментировал скандал, связанный с Публием Клодием Пульхром и женой Цезаря. Когда Клодию, обвинённому в святотатстве (он проник в дом Цезаря в день таинств Доброй Богини, чтобы тайно встретиться с его супругой), был вынесен оправдательный приговор, Катул сказал судьям, которые явно были подкуплены и боялись народного гнева: «Охрана вам действительно была необходима — ведь вы боялись, как бы у вас не отняли деньги» (вариант Цицерона: «Почему вы требовали от нас охраны? Не из страха ли, что у вас отнимут деньги?»).
Предположительно, вскоре после этих событий Квинт Лутаций Катул умер.

## Личные связи и потомки
Близкие отношения связывали Квинта Лутация с братьями Лукуллами и Метеллами (их упоминает вместе Веллей Патеркул), а в первую очередь с Квинтом Цецилием Метеллом Целером, его соседом на Палатине. В источниках упоминается дружба Катула с неким Себосом (соседом Цицерона по формийской усадьбе) и с поэтом Архием. Выдающийся оратор Квинт Гортензий Гортал был женат на сестре Квинта Лутация. Единоутробный брат Гортензия Семпроний Тудитан упомянут в одном из источников как родственник (adfinis) Катула, и это может означать, что между ними существовала ещё какая-то родственная связь.
Имя жены Квинта Лутация неизвестно. В письме Катилины, чей текст приводит Саллюстий, упоминаются дети Катула, но о его гипотетическом мужском потомстве сохранившиеся источники молчат. Известно только об одной дочери, ставшей женой представителя рода Муммиев, внука Луция Муммия Ахаика. Родившаяся в этом браке дочь вышла за Гая Сульпиция Гальбу, консула-суффекта 5 года до н. э. Таким образом, правнуком Катула Капитолина был Сервий Сульпиций Гальба, император в 68—69 годах н. э.

## Катул Капитолин как оратор
«В Катулах не было ничего, что заставляло бы находить в них тонкое понимание литературы, хотя они были образованными людьми...; однако они, по всеобщему мнению, превосходно говорили по-латински; речь их звучала приятно, слогов они не отчеканивали и не проглатывали, так что не было ни невнятности, ни манерности; голос у них, при отсутствии напряжения, не был ни тягуч, ни певуч. Речь Луция Красса была более богата и не менее остроумна, но за Катулами признавали не меньшую способность говорить красно́».
По мнению Марка Туллия Цицерона, высказанному в трактате «Брут», Квинту Лутацию хватало «житейской мудрости и изящества слога», чтобы выступать в сенате, но при этом настоящим оратором он не был; впрочем, тот же автор в другом трактате, «Об обязанностях», относит Катула к людям, «весьма искусным в речах». В судах он выступал редко. Предположительно, Цицерон судил о красноречии Квинта Лутация только по памяти, не имея текстов его речей: он говорит о приятном звучании голоса и прекрасном произношении, которые отличали как Катула Капитолина, так и его отца.
Отдельные фрагменты выступлений Квинта Лутация всё же сохранились. Тот же Цицерон в своей «Речи в сенате по возвращении из изгнания» говорит: «Я слыхал… от Квинта Катула, что не часто попадается даже один бесчестный консул, но оба — никогда, за исключением памятного нам времени Цинны; поэтому положение моё — говорил он — будет вполне прочным, пока в государстве будет налицо хотя бы один настоящий консул». Это же высказывание Катула, ставшее апологией коллегиального принципа, Цицерон цитирует в другой речи — «О своём доме».

## Оценки
Младший современник Катула Марк Туллий Цицерон очень высоко его оценивал. Он называет Квинта Лутация «мудрейшим и хорошо известным человеком», «прославленным и храбрейшим мужем», «прославленным и глубоко преданным государству мужем», «достойным защитником Республики». Катул стал героем двух философских трактатов Цицерона — «Учение академиков» и «Гортензий»; действие первого из них происходит на его вилле под Кумами.
«Квинт Катул, освятив Капитолий, две ночи подряд видел сон: в первую ночь — будто Юпитер Благой и Величайший выбрал одного из подростков, резвившихся вокруг его алтаря, и положил ему на грудь изображенье богини Ромы, которое держал в руке; во вторую ночь — будто он увидел того же мальчика на коленях у Юпитера и приказал его оттащить, но бог удержал его, провещав, что в этом мальчике возрастает хранитель римского государства. А на следующий день Катул встретил Августа, которого никогда не видел, и всмотревшись в него, с восторгом сказал, как похож он на мальчика, который ему снился».
Для Гая Веллея Патеркула, жившего при Тиберии, Квинт Лутаций был счастливцем, поскольку не дожил до эпохи внутренних распрей. Он «процветал в государстве, не знавшем вражды, возвысился, не ведая опасности, и был унесён смертью спокойной или, по крайней мере, не ускоренной роком до начала гражданских войн». Согласно Плутарху, «не было римлянина, который превосходил бы Катула в справедливости и воздержности».
Ряд оценок деятельности Квинта Лутация связан с его борьбой против Лепида. Есть благожелательные, как, например, у Флора («Победители… удовлетворились миром, что не часто встречается в гражданских войнах») и Луция Ампелия («Катул… один из всех без кровопролития закончил гражданскую войну»). В то же время Орозий пишет о больших потерях: «Многие из римлян, несчастных уже самой малочисленностью и всё ещё одержимых тем безумием, пали». Саллюстий устами Гая Лициния Макра говорит, что Квинт Лутаций был более жестоким, чем Сулла.
Храм Юпитера Капитолийского до правления Авла Вителлия называли храмом Катула: по выражению Цицерона, имя Квинта Лутация «стало бессмертным вместе с этим храмом». Сервий Сульпиций Гальба, ставший императором в 68 году н. э., придавал большое значение своему происхождению от Катула: по словам Светония, «в надписях на статуях он всегда писал себя правнуком Квинта Катула Капитолийского». Но Гальба был убит после всего семи месяцев правления, и в ходе последовавшей за этим гражданской войны храм в очередной раз сгорел.
В историографии Квинта Лутация причисляют к оптиматам. А. Егоров выделил в окружении Суллы условную группу «консерваторов и оптиматов», которую, по его мнению, возглавлял Катул. После смерти диктатора Катул продолжал защищать созданный им политический строй, но к 70 году до н. э. потерпел поражение. В дальнейшем он, по мнению Ф. Мюнцера, был одним из наиболее видных сенаторов и оставался на охранительных позициях; при этом реальным влиянием на политику он не обладал и не смог противодействовать возвышению сначала Гнея Помпея Великого, а потом — Гая Юлия Цезаря, который первое время был сторонником Помпея.
Существует альтернативная точка зрения, согласно которой противостояние Катула Помпею в 70-е — 60-е годы до н. э. объясняется не его консервативными взглядами, а борьбой двух аристократических «партий»: «Катула-Гортензия» и «Клавдиев-Метеллов», причём к первой принадлежали также братья Лукуллы, а ко второй — братья Котты. Б. Тваймен причисляет к окружению Катула в 70-е годы до н. э. и Марка Лициния Красса, ссылаясь на то, что отец последнего был союзником Луция Юлия Цезаря, дяди Квинта Лутация.